# Biskupi Osnabrücku
Biskupi Osnabrücku
- Wicho I 783- 809
- Meginhard 810-829
- Goswin 829-845
- Gosbert 845- 860
- Eckbert 860- 887
- Egilmar 887- 906
- Bernhard I 906-918
- Dodo I 918- 949
- Drogo 949- 967
- Ludolf 967-978
- Dodo II 978-996
  - Kuno 978-980
- Günther 996-1000
- Wodilulf 998-1003
- Dietmar 1003–1022
- Meginher 1023–1027
- Gozmar 1028–1036
- Alberich 1036–1052
- Werner 1052–1067
- Benno II 1068–1088
- Marquard 1088–1093
- Wicho II 1093– 1101
- Johann I 1101– 1109
- Gottschalk z Diepholz 1109– 1119
- Diethard 1119–1137
  - Konrad 1119–1125
- Udo z Steinfurt 1137– 1141

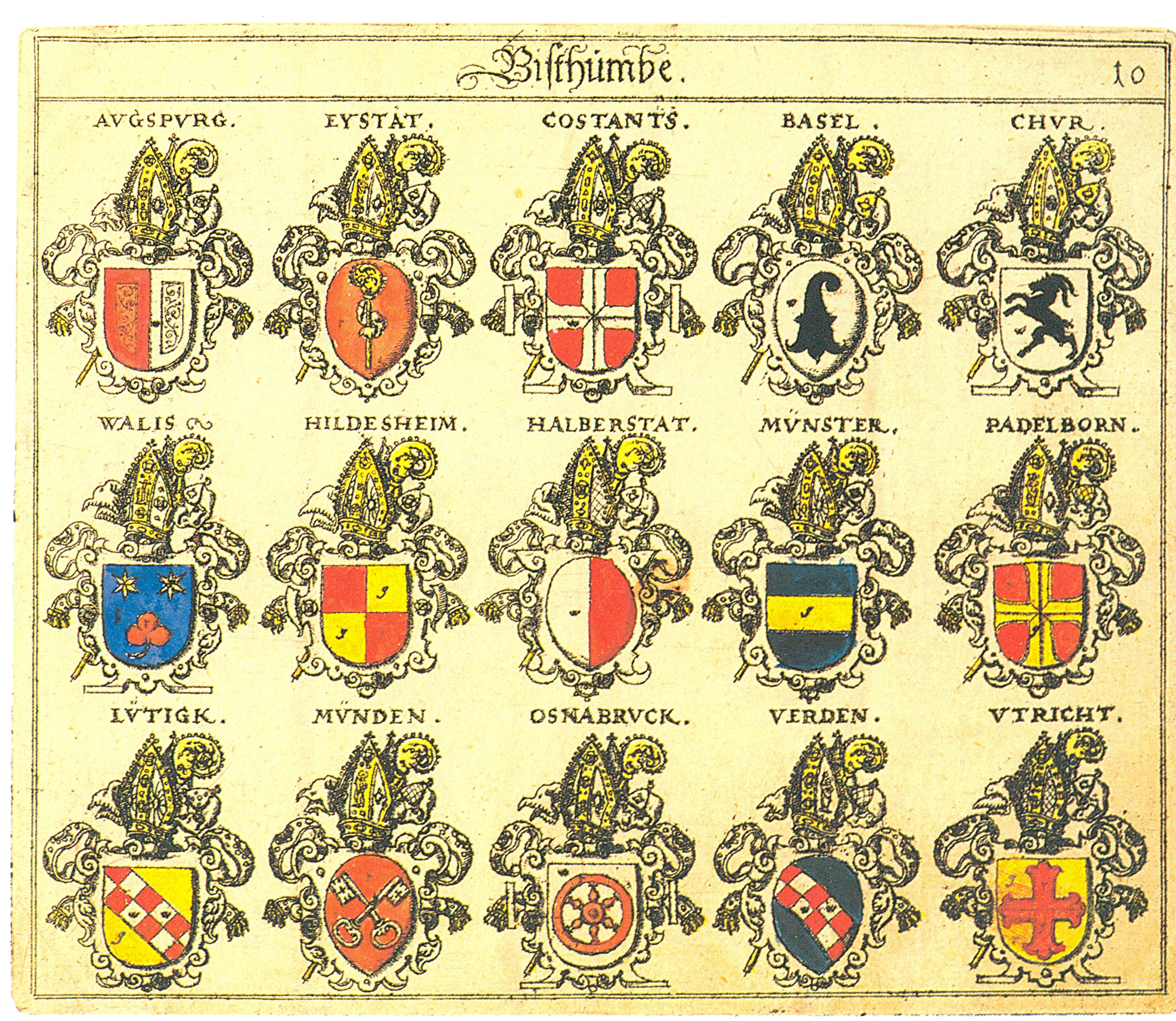
Herb biskupów Osnabrücku w herbarzu J. Siebmachera, 1605 - środkowy herb, dolny rząd

- Philipp z Katzenelnbogen 1141–1173
  - Wezel 1141
- Arnold z Bergu 1173–1190
- Gerhard von Oldenburg-Wildeshausen 1190–1216
- Adolf z Tecklenburg 1216–1224
- Engelbert I z Nowego Isenbergu 1224–1226
- Otto I 1206–1227
- Konrad I von Velber 1227–1239
- Engelbert I z Nowego Isenbergu 1239–1250
- Bruno z Nowego  Isenbergu 1251–1258
- Balduin von Rüssel 1259–1264
- Widukind von Waldeck 1265–1269
- Konrad z Rietberg 1270–1297
- Ludwig von Ravensberg 1297–1308
- Engelbert II von Weyhe 1309–1320
- Gottfried z Arnsberg 1321–1349
- Johann II Hoet 1350–1366
- Melchior von Braunschweig-Grubenhagen 1366–1376
- Dietrich von Horne 1376–1402
- Henryk I z Holsztynu 1402–1410
- Otto z Hoya 1410–1424
- Johann III z Diepholz 1424–1437
- Eryk z Hoya 1437–1442
- Henryk z Moers 1442–1450
- Albert z Hoya 1450–1454
- Rudolf z Diepholz 1454–1455
- Konrad III z Diepholz 1455–1482
- Konrad IV z Rietberg 1482–1508
- Erich z Brunszwik 1508–1532
- Franciszek z Waldeck 1532–1553
- Johann II z Hoya 1553–1574
- Heinrich II von Sachsen-Lauenburg 1574–1585
- Bernard von Waldeck 1585–1591
- Philipp Sigismund z Brunszwik 1591–1623
- Eitel Friedrich Hohenzollern 1623–1625
- Franz Wilhelm von Wartenberg 1625–1661
- Ernst August I 1661–1698
- Karl Joseph z Lotaryngii1698–1715
- Ernst August II von Hannover 1716–1728
- Klemens August Wittelsbach 1725–1761
- Friedrich 1763–1803
- Karl von Gruben 1803–1827
- Karl Anton Lüpke 1830–1855

połączone z diecezją Hildesheim 1855–1857
- Paulus Melchers 1855–1866
- Johann Heinrich Beckmann 1866–1878
- Sediswakancja 1878–1882
- Bernhard Höting 1882–1898
- Hubert Voß 1899–1914
- Wilhelm Berning 1914–1955
- Franziskus Demann  1957
- Helmut Hermann Wittler 1957–1985
- Ludwig Averkamp 1985–1995
- Franz-Josef Bode 1995–2023
- Dominicus Meier OSB od 2024